# Glyptobasis denticornis
Glyptobasis denticornis là một loài côn trùng trong họ Ascalaphidae thuộc bộ Neuroptera. Loài này được Kimmins miêu tả năm 1949.